# Rugby-Union-Weltmeisterschaft 1987/Gruppe 4
Die Gruppe 4 der Rugby-Union-Weltmeisterschaft 1987 umfasste Frankreich, Rumänien, Schottland und Simbabwe. Die Gruppenspiele fanden zwischen dem 23. Mai und 2. Juni statt.

## Tabelle
Bei einem Sieg gab es zwei Tabellenpunkte, bei einem Unentschieden einen. Die Erst- und Zweitplatzierten qualifizierten sich für das Viertelfinale.
|    | Land       | Spiele | Siege | Unent. | Ndlg. | Spiel- punkte | Diff. | Tabellen- punkte |
| -- | ---------- | ------ | ----- | ------ | ----- | ------------- | ----- | ---------------- |
| 1. | Frankreich | 3      | 2     | 1      | 0     | 145:044       | + 101 | 5                |
| 2. | Schottland | 3      | 2     | 1      | 0     | 135:069       | + 66  | 5                |
| 3. | Rumänien   | 3      | 1     | 0      | 2     | 061:130       | − 69  | 2                |
| 4. | Simbabwe   | 3      | 0     | 0      | 3     | 053:151       | − 98  | 0                |

## Spiele

### Rumänien – Simbabwe
| 12. Mai 1987 15:00 NZST | Rumänien | 21 : 20        | Simbabwe | Eden Park, Auckland Zuschauer: 4.000 Schiedsrichter: Stephen Hilditch (Irland) |
| 12. Mai 1987 15:00 NZST | Versuche: Paraschiv 72. n.erh. Toader 76. n.erh. Hodorcă 80. n.erh. Straftritte: Alexandru (3) 23., 44., 48. | (3:11) Bericht | Versuche: Tsimba (2) 7. n.erh., 63. erh. Neill 17. n.erh. Erhöhungen: Ferreira (1/3) Straftritte: Ferreira (2) 27., 54. | Eden Park, Auckland Zuschauer: 4.000 Schiedsrichter: Stephen Hilditch (Irland) |

| 15                 | Marcel Toader        |     |
| 14                 | Alexandru Marin      | 5.  |
| 13                 | Ștefan Tofan         |     |
| 12                 | Vasile David         |     |
| 11                 | Adrian Lungu         |     |
| 10                 | Dumitru Alexandru    | 60. |
| 09                 | Mircea Paraschiv     |     |
| 08                 | Cristian Răducanu    |     |
| 07                 | Florică Murariu      |     |
| 06                 | Haralambie Dumitraș  |     |
| 05                 | Ștefan Constantin    |     |
| 04                 | Laurențiu Constantin |     |
| 03                 | Gheorghe Leonte      |     |
| 02                 | Emilian Grigore      |     |
| 01                 | Ion Bucan            |     |
| Auswechselspieler: |                      |     |
| 16                 | Liviu Hodorcă        | 5.  |
| 17                 | Emilian Necula       |     |
| 18                 | Vasile Ion           | 60. |
| 19                 | Gheorghe Dumitru     |     |
| 20                 | Vasile Pascu         |     |
| 21                 | Vasile Ilcă          |     |
| Trainer:           |                      |     |
| Mihai Naca         |                      |     |

| 15                 | Andy Ferreira     |     |
| 14                 | Peter Kaulback    |     |
| 13                 | Richard Tsimba    | 67. |
| 12                 | Campbell Graham   |     |
| 11                 | Eric Barrett      |     |
| 10                 | Craig Brown       |     |
| 09                 | Malcolm Jellicoe  |     |
| 08                 | Mark Neill        |     |
| 07                 | Dirk Buitendag    | 75. |
| 06                 | Rodney Gray       |     |
| 05                 | Michael Martin    |     |
| 04                 | Tom Sawyer        |     |
| 03                 | Andy Tucker       |     |
| 02                 | Lance Bray        |     |
| 01                 | George Elcome     |     |
| Auswechselspieler: |                   |     |
| 16                 | Andre Buitendag   | 67. |
| 17                 | Shawn Graham      |     |
| 18                 | Marthinus Grobler |     |
| 19                 | Errol Bredenkamp  | 75. |
| 20                 | Jumbo Davidson    |     |
| 21                 | Keith Bell        |     |
| Trainer:           |                   |     |
| Brian Murphy       |                   |     |

### Frankreich – Schottland
| 23. Mai 1987 13:00 NZST | Frankreich | 20 : 20        | Schottland                                                                               | Lancaster Park, Christchurch Zuschauer: 17.000 Schiedsrichter: Fred Howard (England) |
| 23. Mai 1987 13:00 NZST | Versuche: Sella 50. n.erh. Berbizier 58. n.erh. Blanco 65. erh. Erhöhungen: Blanco (1/3) Straftritte: Blanco (2) 16., 31. | (6:13) Bericht | Versuche: White 2. n.erh. Duncan 80. n.erh. Straftritte: Hastings (4) 19., 28., 34., 45. | Lancaster Park, Christchurch Zuschauer: 17.000 Schiedsrichter: Fred Howard (England) |

| 15                 | Serge Blanco                |
| 14                 | Patrice Lagisquet           |
| 13                 | Philippe Sella              |
| 12                 | Denis Charvet               |
| 11                 | Patrick Estève              |
| 10                 | Franck Mesnel               |
| 09                 | Pierre Berbizier            |
| 08                 | Laurent Rodriguez           |
| 07                 | Dominique Erbani            |
| 06                 | Éric Champ                  |
| 05                 | Jean Condom                 |
| 04                 | Alain Lorieux               |
| 03                 | Jean-Pierre Garuet-Lempirou |
| 02                 | Daniel Dubroca              |
| 01                 | Pascal Ondarts              |
| Auswechselspieler: |                             |
| 16                 | Philippe Dintrans           |
| 17                 | Louis Armary                |
| 18                 | Alain Carminati             |
| 19                 | Rodolphe Modin              |
| 20                 | Marc Andrieu                |
| 21                 | Didier Camberabero          |
| Trainer:           |                             |
| Jacques Fouroux    |                             |

| 15                 | Gavin Hastings           |     |
| 14                 | Matt Duncan              |     |
| 13                 | Keith Robertson          |     |
| 12                 | Douglas Wyllie           |     |
| 11                 | Iwan Tukalo              |     |
| 10                 | John Rutherford          | 17. |
| 09                 | Roy Laidlaw              |     |
| 08                 | Iain Paxton              |     |
| 07                 | Finlay Calder            |     |
| 06                 | John Jeffrey             |     |
| 05                 | Alan Tomes               |     |
| 04                 | Derek White              |     |
| 03                 | Iain Milne               |     |
| 02                 | Colin Deans              |     |
| 01                 | David Sole               |     |
| Auswechselspieler: |                          |     |
| 16                 | Peter Dods               |     |
| 17                 | Alan Tait                | 17. |
| 18                 | Greig Oliver             |     |
| 19                 | Jeremy Campbell-Lamerton |     |
| 20                 | Alex Brewster            |     |
| 21                 | Gary Callander           |     |
| Trainer:           |                          |     |
| Derrick Grant      |                          |     |

### Frankreich – Rumänien
| 28. Mai 1987 15:00 NZST | Frankreich | 55 : 12         | Rumänien                                    | Athletic Park, Wellington Zuschauer: 5.500 Schiedsrichter: Bob Fordham (Australien) |
| 28. Mai 1987 15:00 NZST | Versuche: Charvet (2) 18. erh., 78. erh. Sella 26. erh. Andrieu 42. erh. Camberabero 45. n.erh. Erbani 53. erh. Laporte 57. erh. Lagisquet (2) 68. erh., 75. erh. Erhöhungen: Laporte (8/9) Straftritte: Laporte 50. | (12:12) Bericht | Straftritte: Bezușcu (4) 15., 25., 31., 34. | Athletic Park, Wellington Zuschauer: 5.500 Schiedsrichter: Bob Fordham (Australien) |

| 15                 | Serge Blanco                | 14. |
| 14                 | Patrice Lagisquet           |     |
| 13                 | Philippe Sella              |     |
| 12                 | Denis Charvet               |     |
| 11                 | Marc Andrieu                |     |
| 10                 | Guy Laporte                 |     |
| 09                 | Pierre Berbizier            |     |
| 08                 | Dominique Erbani            |     |
| 07                 | Alain Carminati             |     |
| 06                 | Éric Champ                  |     |
| 05                 | Jean Condom                 |     |
| 04                 | Francis Haget               |     |
| 03                 | Philippe Dintrans           |     |
| 02                 | Louis Armary                |     |
| 01                 | Jean-Pierre Garuet-Lempirou |     |
| Auswechselspieler: |                             |     |
| 16                 | Daniel Dubroca              |     |
| 17                 | Pascal Ondarts              |     |
| 18                 | Laurent Rodriguez           |     |
| 19                 | Rodolphe Modin              |     |
| 20                 | Patrick Estève              |     |
| 21                 | Didier Camberabero          | 14. |
| Trainer:           |                             |     |
| Jacques Fouroux    |                             |     |

| 15                 | Vasile Ion           |     |
| 14                 | Marcel Toader        |     |
| 13                 | Ștefan Tofan         |     |
| 12                 | Vasile David         |     |
| 11                 | Adrian Lungu         |     |
| 10                 | Romeo Bezușcu        |     |
| 09                 | Mircea Paraschiv     |     |
| 08                 | Cristian Răducanu    |     |
| 07                 | Gheorghe Dumitru     |     |
| 06                 | Emilian Necula       |     |
| 05                 | Laurențiu Constantin |     |
| 04                 | Nicolae Vereș        |     |
| 03                 | Vasile Pascu         |     |
| 02                 | Vasile Ilcă          | 12. |
| 01                 | Florea Opris         |     |
| Auswechselspieler: |                      |     |
| 16                 | Liviu Hodorcă        |     |
| 17                 | Florică Murariu      |     |
| 18                 | Adrian Pilotschi     |     |
| 19                 | Haralambie Dumitraș  |     |
| 20                 | Gheorghe Leonte      |     |
| 21                 | Emilian Grigore      | 12. |
| Trainer:           |                      |     |
| Mihai Naca         |                      |     |

### Schottland – Simbabwe
| 30. Mai 1987 15:00 NZST | Schottland | 60 : 21        | Simbabwe                                                                                                   | Athletic Park, Wellington Zuschauer: 5.000 Schiedsrichter: David Burnett (Irland) |
| 30. Mai 1987 15:00 NZST | Versuche: Tait (2) 4. erh., 38. erh. Duncan (2) 10. erh., 61. n.erh. Oliver 17. n.erh. Tukalo (2) 21. erh., 78. n.erh. G. Hastings 25. erh. Paxton 31. erh., 45. erh. Jeffrey 74. erh. Erhöhungen: G. Hastings (8/11) | (40:6) Bericht | Versuche: A. Buitendag 48. erh. Erhöhungen: Grobler (1/1) Straftritte: Grobler (5) 13., 35., 56., 63., 66. | Athletic Park, Wellington Zuschauer: 5.000 Schiedsrichter: David Burnett (Irland) |

| 15                 | Gavin Hastings           |
| 14                 | Matt Duncan              |
| 13                 | Alan Tait                |
| 12                 | Keith Robertson          |
| 11                 | Iwan Tukalo              |
| 10                 | Douglas Wyllie           |
| 09                 | Greig Oliver             |
| 08                 | Iain Paxton              |
| 07                 | Finlay Calder            |
| 06                 | John Jeffrey             |
| 05                 | Alan Tomes               |
| 04                 | Jeremy Campbell-Lamerton |
| 03                 | Iain Milne               |
| 02                 | Colin Deans              |
| 01                 | David Sole               |
| Auswechselspieler: |                          |
| 16                 | Gary Callander           |
| 17                 | Alex Brewster            |
| 18                 | Derek Turnbull           |
| 20                 | Richard Cramb            |
| 21                 | Peter Dods               |
| Trainer:           |                          |
| Derrick Grant      |                          |

| 15                 | Andy Ferreira     |
| 14                 | Shawn Graham      |
| 13                 | Andre Buitendag   |
| 12                 | Campbell Graham   |
| 11                 | Eric Barrett      |
| 10                 | Marthinus Grobler |
| 09                 | Malcolm Jellicoe  |
| 08                 | Mark Neill        |
| 07                 | Dirk Buitendag    |
| 06                 | Rodney Gray       |
| 05                 | Michael Martin    |
| 04                 | Tom Sawyer        |
| 03                 | Andy Tucker       |
| 02                 | Lance Bray        |
| 01                 | Alex Nicholls     |
| Auswechselspieler: |                   |
| 17                 | Peter Kaulback    |
| 18                 | Craig Brown       |
| 19                 | Neville Kloppers  |
| 21                 | Keith Bell        |
| Trainer:           |                   |
| Brian Murphy       |                   |

### Rumänien – Schottland
| 2. Juni 1987 13:00 NZST | Rumänien | 28 : 55        | Schottland | Carisbrook, Dunedin Zuschauer: 10.000 Schiedsrichter: Stephen Hilditch (Irland) |
| 2. Juni 1987 13:00 NZST | Versuche: Murariu (2) 40. n.erh., 80. erh. Toader 48. erh. Erhöhungen: Alexandru (1/2) Ion (1/1) Straftritte: Alexandru (4) 33., 56., 62., 69. | (7:33) Bericht | Versuche: Tait (2) 5. erh., 23. erh. Jeffrey (3) 18. erh., 40. n.erh., 42. erh. Duncan 22. erh. G. Hastings (2) 68. n.erh., 80. erh. Tukalo 78. erh. Erhöhungen: G. Hastings (7/9) Straftritte: G. Hastings 13. | Carisbrook, Dunedin Zuschauer: 10.000 Schiedsrichter: Stephen Hilditch (Irland) |

| 15                 | Vasile Ion           |     |
| 14                 | Adrian Pilotschi     |     |
| 13                 | Adrian Lungu         |     |
| 12                 | Ștefan Tofan         |     |
| 11                 | Marcel Toader        |     |
| 10                 | Dumitru Alexandru    |     |
| 09                 | Mircea Paraschiv     |     |
| 08                 | Cristian Răducanu    | 20. |
| 07                 | Haralambie Dumitraș  |     |
| 06                 | Florică Murariu      |     |
| 05                 | Laurențiu Constantin |     |
| 04                 | Ștefan Constantin    |     |
| 03                 | Gheorghe Leonte      |     |
| 02                 | Emilian Grigore      |     |
| 01                 | Ion Bucan            |     |
| Auswechselspieler: |                      |     |
| 16                 | Romeo Bezușcu        |     |
| 17                 | Vasile David         |     |
| 18                 | Nicolae Vereș        |     |
| 19                 | Vasile Pascu         |     |
| 20                 | Gheorghe Dumitru     | 20. |
| 21                 | Florea Opriș         |     |
| Trainer:           |                      |     |
| Mihai Naca         |                      |     |

| 15                 | Gavin Hastings           |     |
| 14                 | Matt Duncan              |     |
| 13                 | Alan Tait                |     |
| 12                 | Scott Hastings           | 1.  |
| 11                 | Iwan Tukalo              |     |
| 10                 | Douglas Wyllie           |     |
| 09                 | Roy Laidlaw              |     |
| 08                 | Iain Paxton              |     |
| 07                 | Finlay Calder            |     |
| 06                 | John Jeffrey             |     |
| 05                 | Alan Tomes               | 42. |
| 04                 | Derek White              |     |
| 03                 | Norman Rowan             |     |
| 02                 | Colin Deans              |     |
| 01                 | David Sole               |     |
| Auswechselspieler: |                          |     |
| 16                 | Gary Callander           |     |
| 17                 | Alex Brewster            |     |
| 18                 | Jeremy Campbell-Lamerton | 42. |
| 19                 | Greig Oliver             |     |
| 20                 | Richard Cramb            | 1.  |
| 21                 | Peter Dods               |     |
| Trainer:           |                          |     |
| Derrick Grant      |                          |     |

### Frankreich – Simbabwe
| 2. Juni 1987 15:00 NZST | Frankreich | 70 : 12        | Simbabwe                                                                               | Eden Park, Auckland Zuschauer: 4.000 Schiedsrichter: Derek Bevan (Wales) |
| 2. Juni 1987 15:00 NZST | Versuche: Modin (3) 6. erh., 13. erh., 57. erh. Dubroca 17. erh. Rodriguez (2) 38. n.erh., 73. n.erh. Charvet (2) 52. erh., 56. erh. Camberabero (3) 61. erh., 67. erh., 75. n.erh. Estève 62. n.erh. Laporte 77. erh. Erhöhungen: Camberabero (9/13) | (22:3) Bericht | Versuche: Kaulback 66. erh. Erhöhungen: Grobler (1/1) Straftritte: Grobler (2) 4., 69. | Eden Park, Auckland Zuschauer: 4.000 Schiedsrichter: Derek Bevan (Wales) |

| 15                 | Didier Camberabero          |         |
| 14                 | Marc Andrieu                |         |
| 13                 | Éric Bonneval               | 20.     |
| 12                 | Denis Charvet               |         |
| 11                 | Patrick Estève              |         |
| 10                 | Franck Mesnel               |         |
| 09                 | Rodolphe Modin              |         |
| 08                 | Laurent Rodriguez           |         |
| 07                 | Jean-Luc Joinel             |         |
| 06                 | Alain Carminati             |         |
| 05                 | Jean Condom                 |         |
| 04                 | Alain Lorieux               |         |
| 03                 | Pascal Ondarts              |         |
| 02                 | Daniel Dubroca              |         |
| 01                 | Jean-Louis Tolot            |         |
| Auswechselspieler: |                             |         |
| 16                 | Philippe Dintrans           |         |
| 17                 | Jean-Pierre Garuet-Lempirou |         |
| 18                 | Dominique Erbani            |         |
| 19                 | Pierre Berbizier            |         |
| 20                 | Philippe Sella              | 20. 43. |
| 21                 | Guy Laporte                 | 43.     |
| Trainer:           |                             |         |
| Jacques Fouroux    |                             |         |

| 15                 | Andy Ferreira     |     |
| 14                 | Peter Kaulback    |     |
| 13                 | Richard Tsimba    |     |
| 12                 | Campbell Graham   |     |
| 11                 | Eric Barrett      |     |
| 10                 | Marthinus Grobler |     |
| 09                 | Malcolm Jellicoe  |     |
| 08                 | Mark Neill        |     |
| 07                 | Dirk Buitendag    |     |
| 06                 | Rodney Gray       |     |
| 05                 | Michael Martin    | 37. |
| 04                 | Tom Sawyer        |     |
| 03                 | Andy Tucker       |     |
| 02                 | Lance Bray        |     |
| 01                 | George Elcome     | 27. |
| Auswechselspieler: |                   |     |
| 16                 | Craig Brown       |     |
| 17                 | Shawn Graham      |     |
| 18                 | Errol Bredenkamp  |     |
| 19                 | Neville Kloppers  | 37. |
| 20                 | Alex Nicholls     | 27. |
| 21                 | Keith Bell        |     |
| Trainer:           |                   |     |
| Brian Murphy       |                   |     |